# Michael Ben David
Michael Ben David (héberül מיכאל בן דוד), (Askelón, 1996. július 26. – ) izraeli énekes, színész. Ő képviseli Izraelt a 2022-es Eurovíziós Dalfesztiválon Torinóban az I.M című dallal.

## Magánélete
1995. július 26-án született Askelónban, de Petah Tikvában nőtt fel és itt folytatta tanulmányait. Édesanyja orosz-ukrán, míg édesapja grúz származású. Ben David a második szülött a pár öt gyermeke közül. Tinédzserként folyamatosan bántalmazták osztálytársai, akik kigúnyolták a magas hangja miatt. Az iskolában átélt bántalmazásait nem volt hajlandó megosztani édesanyjával, mert nem akarta elszomorítani. 16 évesen vállalta fel nyíltan, hogy homoszexuális. Az X-Faktor döntője után a közszolgálati csatornának adott nyilatkozatát a The Times of Israel idézi:
Rám szavaztak az emberek, és ez azt jelenti, elfogadnak olyannak, amilyen vagyok. Ez nem csak nekem szól. Hanem nagyon sok olyan embernek is, akik értéktelennek és haszontalannak érzik magukat.

## Zenei pályafutása
2022-ben jelentkezett az izraeli X-Faktor negyedik évadába, ahol a február 5-i döntőben győzött, így ő képviselheti Izraelt az Eurovíziós Dalfesztiválon.
Az Eurovíziós Dalfesztiválon a dalt először a május 12-én rendezett második elődöntő első felében adja elő.

## Diszkográfia

### Kislemezek
- Don’t (2022)
- I.M (2022)